# 강세정
강세정(康世丁, 1982년 1월 15일 ~ )은 대한민국의 가수, 배우이다.

## 생애
- 2000년 걸 그룹 파파야로 데뷔하였다.
- '고나은'이라는 예명으로도 활동하였다가 2017년 4월 13일[2]부터 본명으로 활동하고 있다.
- 2000년 걸그룹 파파야로 데뷔했다. 파파야 시절에 순해 보이는 인상과 큰 눈으로 좋은 평가를 받으며 비주얼 에이스로 활약했다.
- 2001년 2집 활동을 마친 후 파파야가 갑작스레 해체되자 연기자로 전업했다. 나중에 해체 이유가 밝혀졌는데, 강심장에서 밝힌 바로는 소속사 사장과의 불화와 멤버 불화 등이 겹친 데다가 정산도 제대로 받지 못했다고 한다.
- 파파야 시절엔 본명인 강세정으로 활동했고, 연기자 전업 후 '고나은'이라는 예명을 쓰다가 2014년 이후 3년 간 공백기를 가졌다. 2017년 4월부터 다시 본명인 강세정으로 활동하고 있다.
- 2007년 11월 10일 방영되었던 무한도전 대체에너지 특집에 짤막하게 등장했는데, 자판기 안에서 직접 커피를 타서 손님들에게 건네주던 노홍철이 자판기 안으로 고나은을 초대(?)했다가 부끄러워서 도망치는 바람에 자판기 안에 갇혀버린 에피소드가 있었다.
- 2016년 1월 슈가맨에서 파파야의 멤버로 출연해 오랜만에 가수로써 마이크를 잡았다.
- 2017년 4월 열음엔터와 계약한 뒤 본명으로 활동하고 있다.
- 2020년 3월 빅보스엔터테인먼트와 전속 계약을 체결했다.
- 2022년 7월 12일 큐브엔터테인먼트로

이적했다가 매니지먼트 율로 이적하였다.

## 경력
- 2000년 ~ 2001년 그룹 파파야 멤버
- 2014년 제6회 DMZ 국제 다큐멘터리 영화제 홍보대사

## 출연

### 드라마
| 연도 | 방송사           | 제목                         | 역할           | 비고      |
| ---- | ---------------- | ---------------------------- | -------------- | --------- |
| 2004 | KBS 2TV          | KBS 드라마시티 - 마녀재판    |                |           |
| 2007 | MBC TV           | 아현동 마님                  | 이연지         |           |
| 2008 | MBC 에브리원     | 환상기담                     |                |           |
| 2008 | MBC TV           | 내 인생의 황금기             | 진수경         |           |
| 2009 | SBS TV           | 녹색마차                     | 홍금연         |           |
| 2009 | MBC TV           | 보석비빔밥                   | 궁비취         |           |
| 2012 | KBS 드라마       | 자체발광 그녀                | 김꽃님         |           |
| 2012 | MBC TV           | 천사의 선택                  | 강유란, 강민수 |           |
| 2013 | JTBC             | 무정도시                     | 이경미         |           |
| 2013 | SBS TV           | 결혼의 여신                  | 한세경         |           |
| 2014 | KBS 1TV          | 정도전                       | 민씨           |           |
| 2016 | 후난위성텔레비전 | 무신 조자룡 (중화인민공화국) | 손부인         |           |
| 2017 | KBS 2TV          | 내 남자의 비밀               | 기서라, 진여림 | [ 3 ]     |
| 2020 | KBS 1TV          | 기막힌 유산                  | 공계옥         |           |
| 2021 | KBS 2TV          | 신사와 아가씨                | 젊은 김지영    | 특별 출연 |

### 영화
| 연도 | 제목                      | 역할   | 감독   | 비고      |
| ---- | ------------------------- | ------ | ------ | --------- |
| 2006 | 강라메둬 (중화인민공화국) |        |        | 단편 영화 |
| 2011 | 너는 펫                   | 김진아 | 김병곤 |           |
| 2011 | 그녀의 13월               | 이여경 | 이기호 | 독립 영화 |
| 2018 | 전설의 고향               | 서정   | 원일구 |           |

### 연극
| 연도 | 제목              | 역할   | 기간                  | 비고 |
| ---- | ----------------- | ------ | --------------------- | ---- |
| 2010 | 오월엔 결혼할꺼야 | 엄정은 | 2010.09.24~2011.06.06 |      |

### 교양
| 연도 | 방송사     | 제목                   | 역할   | 비고                  |
| ---- | ---------- | ---------------------- | ------ | --------------------- |
| 2011 | 한국승마TV | 고나은의 마녀 달리다   | 출연자 |                       |
| 2018 | JTBC       | 주간 여행자            | 출연자 | 2018.10.27~2018.11.10 |
| 2021 | TV조선     | 식객 허영만의 백반기행 | 게스트 | 2021.02.05            |

### 예능
| 연도 | 방송사  | 제목                   | 역할   | 비고                  |
| ---- | ------- | ---------------------- | ------ | --------------------- |
| 2001 | KBS 1TV | 가족오락관             | 여성팀 | 2001.08.18            |
| 2007 | MBC     | 무한도전               | 게스트 | 2007.11.10            |
| 2008 | MBC     | 환상의 짝꿍            | 진행자 | 2008.07.20~2009.01.11 |
| 2012 | SBS     | 강심장                 | 게스트 | 2012.08.14            |
| 2016 | JTBC    | 투유 프로젝트 - 슈가맨 | 게스트 | 2016.01.26            |
| 2018 | MBC     | 황금어장 라디오스타    | 게스트 | 2018.10.10            |
| 2025 | KBS2    | 오래된 만남 추구       | 게스트 | 2025.01.26            |

### 뮤직비디오
| 연도 | 가수     | 노래        | 공동 출연 | 비고 |
| ---- | -------- | ----------- | --------- | ---- |
| 2004 | 김현정   | B형 남자    |           |      |
| 2004 | 숄       | Destiny     |           |      |
| 2007 | 유리상자 | 기억력      |           |      |
| 2007 | PK헤만   | 못잊어      |           |      |
| 2008 | 이기찬   | 행복해야 해 |           |      |

### 광고
| 연도 | 기업     | 제품                        | 종류   | 공동 출연 |
| ---- | -------- | --------------------------- | ------ | --------- |
| 1999 | 롯데제과 | 꼬네꼬네                    | 과자   |           |
| 2000 | 산리오   | 헬로키티 티셔츠 (지면 광고) | 의류   |           |
| 2001 | 해태htb  | 네버스탑                    | 음료   |           |
| 2002 | 삼성물산 | 아이비클럽 교복 (지면 광고) | 교복   |           |
| 2008 | 교원그룹 | 웰스 정수기 - 탁재훈 편     | 정수기 | 탁재훈    |

## 수상 및 후보
| 연도 | 시상식                       | 부문                           | 작품        | 결과 |
| ---- | ---------------------------- | ------------------------------ | ----------- | ---- |
| 2008 | MBC 방송연예대상             | 쇼/버라이어티 부문 여자 신인상 | 환상의 짝꿍 | 후보 |
| 2009 | MBC 연기대상                 | 여자 우수상                    | 보석비빔밥  | 수상 |
| 2012 | 제20회 대한민국 문화연예대상 | 드라마부문 여자 우수연기상     | 천사의 선택 | 수상 |
| 2020 | KBS 연기대상                 | 일일극부문 여자 우수연기상     | 기막힌 유산 | 후보 |